# ال‌جی جی‌دی۹۰۰
ال‌جی جی‌دی۹۰۰ (به انگلیسی: LG GD900)، یک‌نمونه از گوشی‌های تلفن همراه سری اروپا جی‌اس‌ام (به انگلیسی: Europe GSM (GD)) شرکت ال‌جی الکترونیکس می‌باشد که توسط همین شرکت به بازار عرضه شده‌است. 